# Unión Buenavista (Chicomuselo)
Unión Buenavista es una localidad del estado mexicano de Chiapas. Es parte del municipio de Chicomuselo.

## Demografía
| Gráfica de evolución demográfica |
|                                  |

| Censo | Población |
| ----- | --------- |
| 1921  | 360       |
| 1930  | 505       |
| 1940  | 532       |
| 1950  | 633       |
| 1960  | 869       |
| 1970  | 660       |
| 1980  | 1 995     |
| 1990  | 1 360     |
| 2000  | 589       |
| 2010  | 1 600     |
| 2020  | 1 630     |